# 熊野町議会
熊野町議会（くまのちょうぎかい）は、広島県熊野町に設置されている地方議会である。

## 概要
- 定数：14人[2]（欠員1）
- 任期：2023年4月30日 - 2027年4月29日[3]
- 議長：時光良造[4]（2023年5月10日 - ）[5]
- 副議長：大瀬戸宏樹（2025年5月9日 - 2027年4月[6]）
- 熊野町議会事務局：熊野町役場4階[1]

## 党派
- 公明党（1人）
- 無所属（13人）

## 委員会
（2023年5月10日）
- 総務建設委員（7人）
- 文教福祉委員（7人）
- 議会運営委員（6人）
- 議会広報特別委員（6人）

## 議員報酬と諸手当
- 月額[8]
  - 議長：月額 328,000円
  - 副議長：月額 271,000円
  - 議員：月額 260,000円
- 期末手当：
- 政務活動費：

## 議会だより
- くまの議会だより（発行：熊野町議会 / 編集：議会広報特別委員会）年4回発行[9]

## 議員定数
| 投開票日      | 定数 | 立候補者 |
| ------------- | ---- | -------- |
| 2007年4月22日 | 16   | 18       |
| 2011年4月24日 | 16   | 19       |
| 2015年4月26日 | 16   | 17       |
| 2019年4月21日 | 16   | 17       |
| 2023年4月23日 | 14   | 15       |

## 歴代議長
- 馬上勝登
- 山野千佳子
- 山吹富邦
- 大瀬戸宏樹
- 時光良造（現職）

## 沿革
- 1918年 - 町制施行。